# Chocimów (gromada)
Chocimów (do 30 XII 1961 Bukowie) – dawna gromada, czyli najmniejsza jednostka podziału terytorialnego Polskiej Rzeczypospolitej Ludowej w latach 1954–1972.
Gromady, z gromadzkimi radami narodowymi (GRN) jako organami władzy najniższego stopnia na wsi, funkcjonowały od reformy reorganizującej administrację wiejską przeprowadzonej jesienią 1954 do momentu ich zniesienia z dniem 1 stycznia 1973, tym samym wypierając organizację gminną w latach 1954–1972.
Gromadę Chocimów z siedzibą GRN w Chocimowie utworzono 31 grudnia 1961 w powiecie opatowskim w woj. kieleckim w związku z przeniesieniem siedziby GRN gromady Bukowie z Bukowia do Chocimowa i przemianowaniem jednostki na gromada Chocimów.
W 1965 roku gromada miała 17 członków gromadzkiej rady narodowej.
Gromadę zniesiono 1 stycznia 1969, a jej obszar włączono do gromady Kunów.